# Slavorum Apostoli
Slavorum Apostoli (hrv. Slavenski Apostoli) je četvrta enciklika pape Ivana Pavla II. objavljena 2. lipnja 1985. godine povodom obljetnice evangelizacije sv. Ćirila i Metoda.
Sveti Otac Ivan Pavao II. uputio je ovu encikliku biskupima i svećenicima, redovnicima, obiteljima, svim kršćanskim vjernicima povodom obljetnice evangelizacije svetih Ćirila i Metoda.
Enciklika je posvećena misijskom poslanju Crkve. Papa pokazuje važnost svetih Ćirila i Metoda na području širenja vjere, kulture i ekumenizma.
U tom dokumentu, papa Ivan Pavao II. predstavlja načine za prevladavanje podjele između naroda i između kršćanskih Crkava. Ocrtava viziju univerzalnosti Crkve, uključujući i različite kulturne tradicije, poštujući razlike: "Biti kršćanin u našem vremenu - znači biti tvorac zajedništva u Crkvi i društvu." 